# Belanica
Bellanicë en albanais et Belanica en serbe latin (en serbe cyrillique : Беланица) est une localité du Kosovo située dans la commune/municipalité de Theranda/Suva Reka et dans le district de Prizren/Prizren. Selon le recensement kosovar de 2011, elle compte 2 207 habitants, tous albanais.
Selon le découpage administratif du Kosovo, la localité fait partie de la commune/municipalité de Malishevë/Mališevo, dans le district de Prizren.

## Démographie

### Évolution historique de la population dans la localité
| 1948 | 1953 | 1961 | 1971  | 1981  | 1991  | 2011  |
| ---- | ---- | ---- | ----- | ----- | ----- | ----- |
| 757  | 823  | 962  | 1 236 | 1 737 | 2 254 | 2 207 |

|  |